# FLNC del 22 d'octubre
FLNC del 22 d'octubre és un grup successor del FLNC. Fou creat el 22 d'octubre de 2002, és rival del FLNC UC i ha condemnat la seva treva del 14 de novembre de 2003 i la unió dels diferents moviments nacionalistes en vista a les eleccions territorials de març de 2004.
El FLNC del 22 d'octubre és lligat a Corsica Viva.
El FLNC del 22 d'octubre s'ha beneficiat de la dinàmica engegada pels seus oponents, en particular el FLNC UC, pròxim a Charles Pieri, actualment empresonat. Mai ha declarat cap treva pels atemptats i s'ha mostrat hostil a la «política de mà estesa» vis-à-vis dels càrrecs electes corsos i a la política d'unió amb els autonomistes. El manteniment d'aquesta línia dura li ha assegurat el suport dels partidaris de la "radicalització de cara a l'Estat".